# Claud Hamilton (1er Lord Paisley)
Claud Hamilton, 1er Lord Paisley (baptisé le 9 juin 1546 et mort avant le 3 mai 1621) est un homme politique écossais.

## Biographie
Il est un fils cadet de James Hamilton, 2e comte d'Arran. En 1553, il reçoit les terres de l'abbaye de Paisley. Il est un otage livré à l'Angleterre par le traité de Berwick à l'âge de 14 ans en mars 1560.
En 1568, il aide Marie, reine d'Écosse à s'évader du château de Loch Leven, après qu'elle a combattu à la bataille de Langside. Ses biens sont confisqués par condamnation, car Hamilton est impliqué dans le meurtre du régent James Stuart, 1er comte de Moray, en 1570, ainsi que dans celui du régent Matthew Stewart, 4e comte de Lennox, l'année suivante ; mais en 1573, il recouvre ses domaines.
Puis, en 1579, le conseil privé décide de l'arrêter, ainsi que son frère, John Hamilton, 1er marquis de Hamilton, afin de les punir pour leurs méfaits passés ; mais les frères s'enfuient au Royaume d'Angleterre, où Élisabeth Ire d'Angleterre les utilise comme pions dans le jeu diplomatique, et plus tard, Claud vit brièvement en France.
De retour en Écosse en 1586 et se mêlant à nouveau à la politique, Hamilton cherche à réconcilier Jacques VI d’Écosse avec sa mère. Il est en communication avec Philippe II d'Espagne dans l'intérêt de Marie et de la religion catholique romaine, et ni l'échec du complot d'Anthony Babington ni même la défaite de l'Invincible Armada ne mettent fin à ces intrigues. En 1589, certaines de ses lettres sont saisies et il est brièvement emprisonné, après quoi il disparait pratiquement de la vie publique.
Hamilton, qui est créé en 1587 en tant que Lord du Parlement écossais sous le nom de Lord Paisley, devient fou durant ses dernières années. Son fils aîné est James Hamilton, 1er comte d’Abercorn.